# おでかけコンパス
おでかけコンパスとは、携帯電話のGPSと位置情報、占いなどを活用した位置ゲーモバイルサービス。
本サービスでは、現在「近くでお出かけ」、「ふたりでお出かけ」、「パワースポットにお出かけ」といった企画が展開されており、それぞれユーザの利用シーンに合わせて、現在地から関係する位置情報を提供しながら、外出支援するサービスとなる。運営は、ゼンリンデータコムとフラグシップ（flagships）の共同運営となる。docomo・EZweb・Yahoo!ケータイに対応している。
2009年7月10日に「近くでお出かけ」と共にサービスがスタートし、同年7月16日に「ふたりでお出かけ」がスタート、7月29日に「パワースポットにお出かけ」がスタートしている。